# Dražice (ort i Tjeckien)
Dražice är en ort i Tjeckien.   Den ligger i regionen Södra Böhmen, i den centrala delen av landet, 70 km söder om huvudstaden Prag. Dražice ligger 471 meter över havet och antalet invånare är 696.
Terrängen runt Dražice är lite kuperad.Runt Dražice är det ganska glesbefolkat, med 43 invånare per kvadratkilometer. Närmaste större samhälle är Tábor, 5,2 km öster om Dražice. Trakten runt Dražice består till största delen av jordbruksmark.

## Galleri

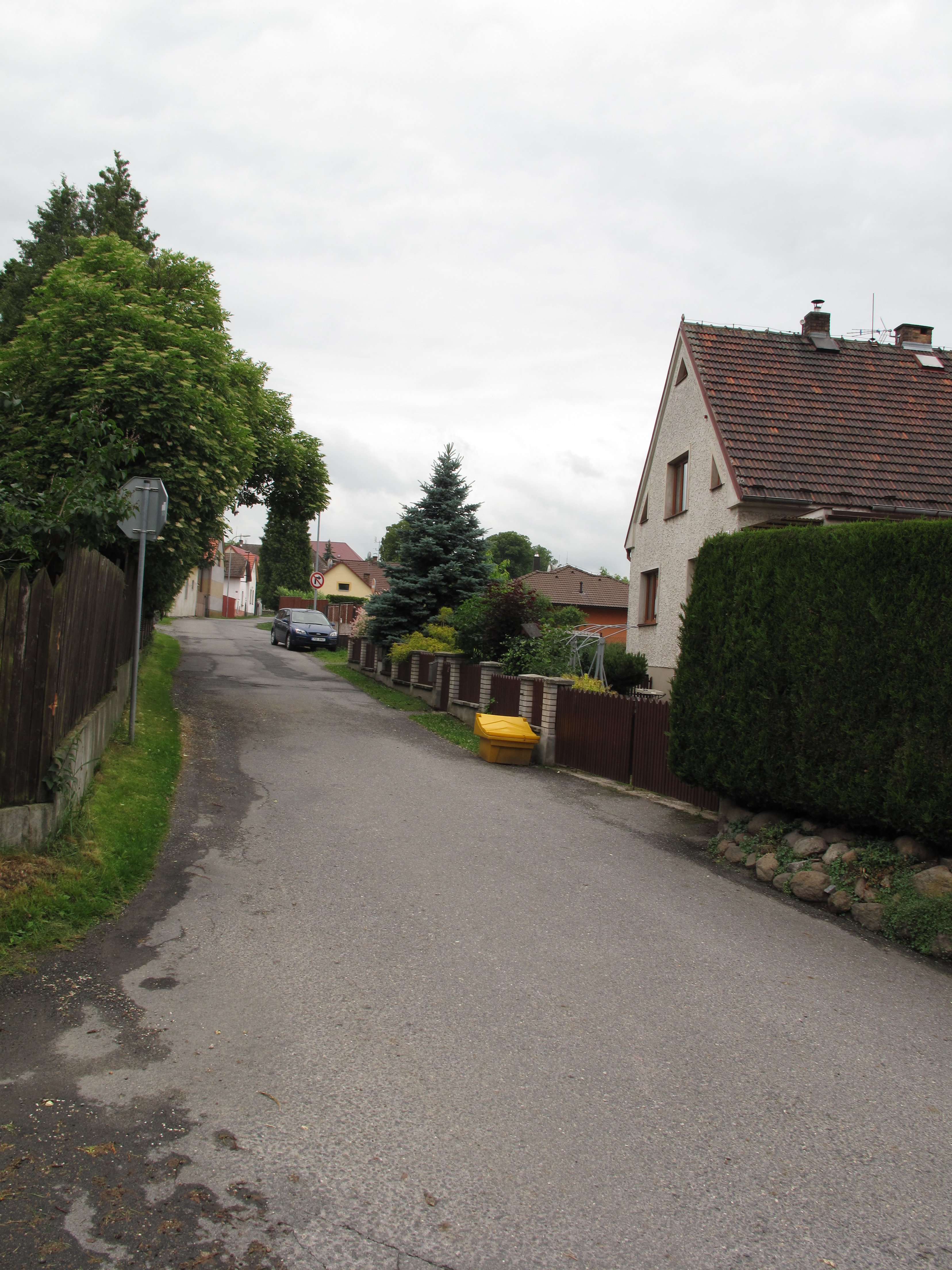
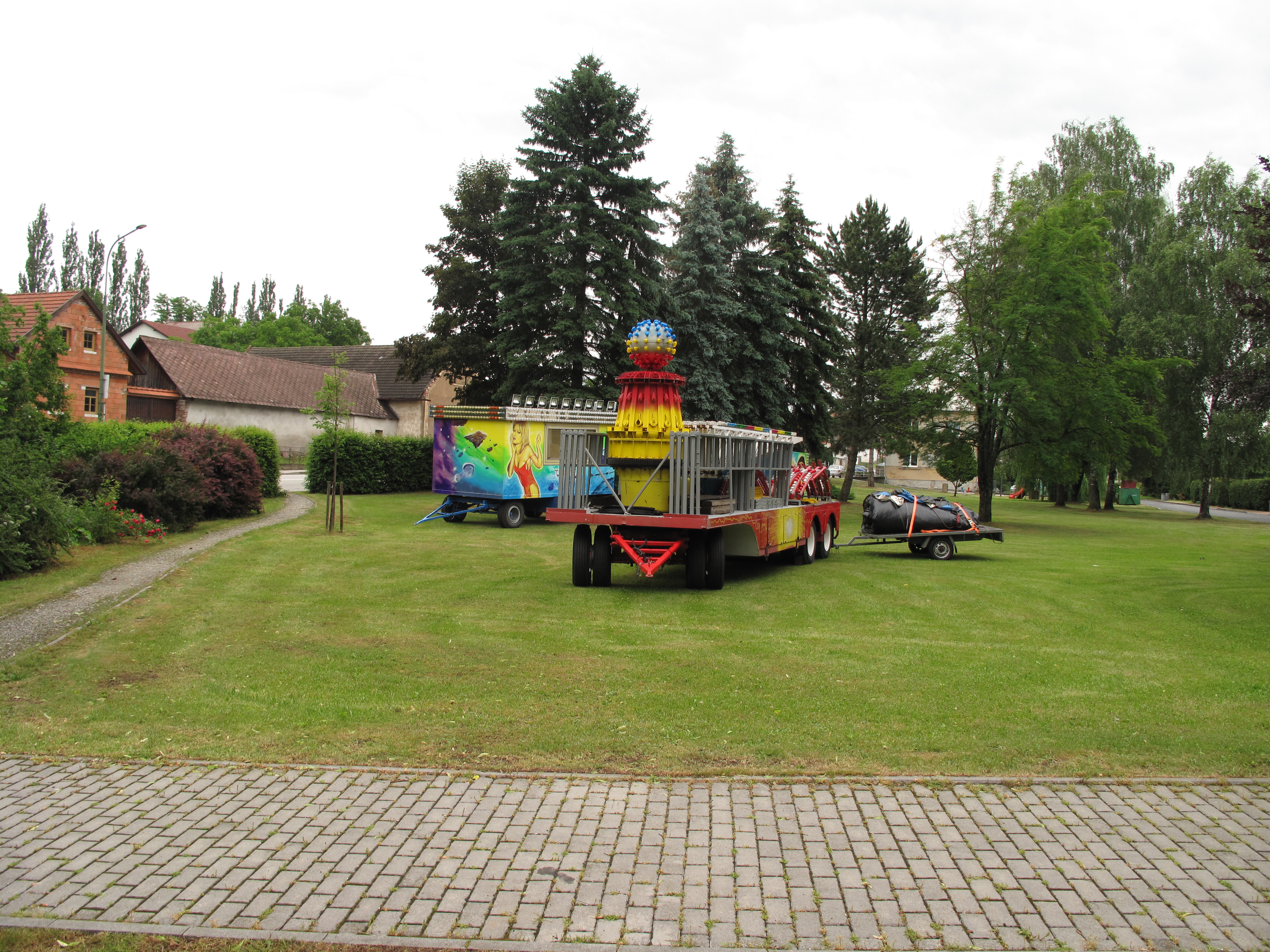
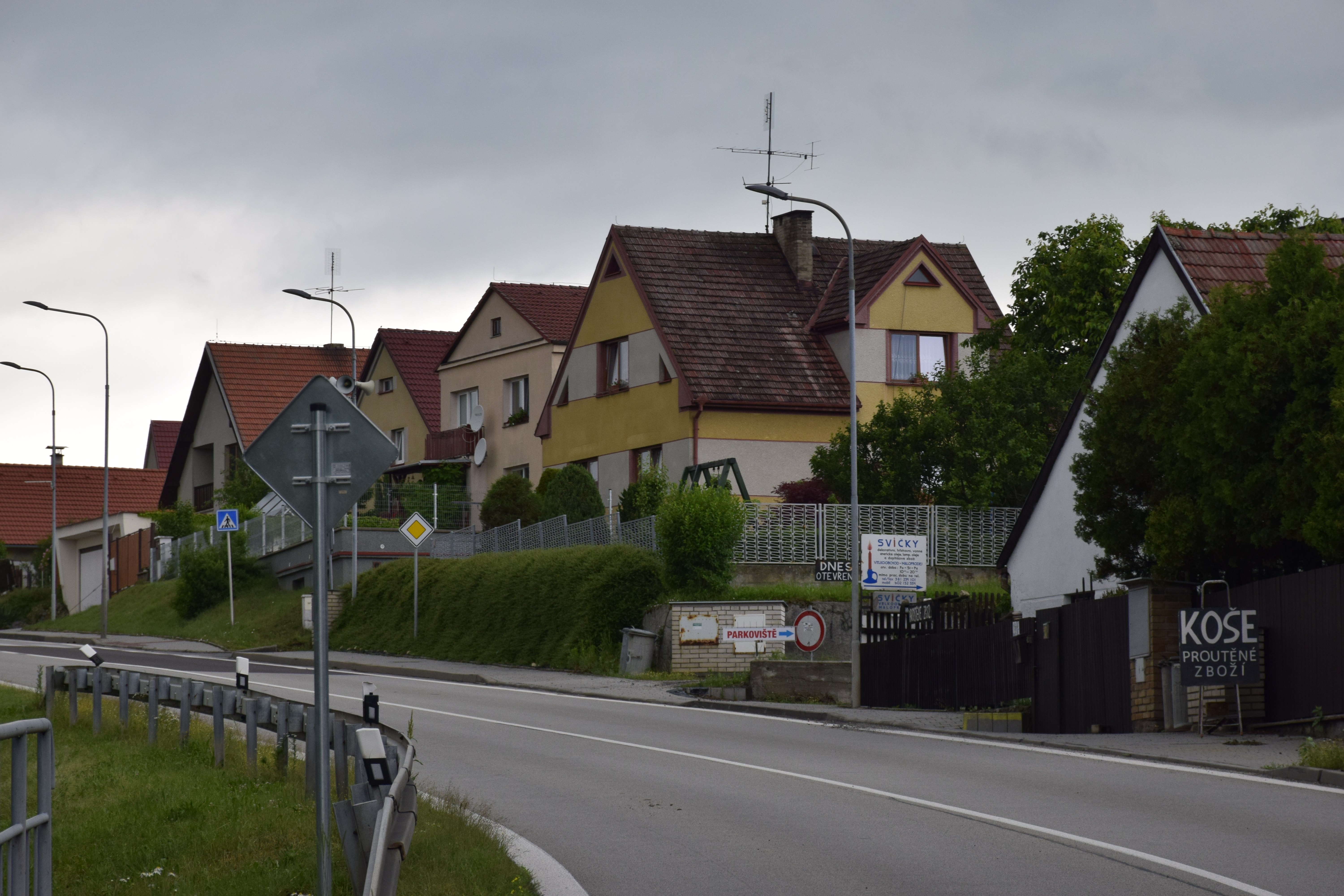
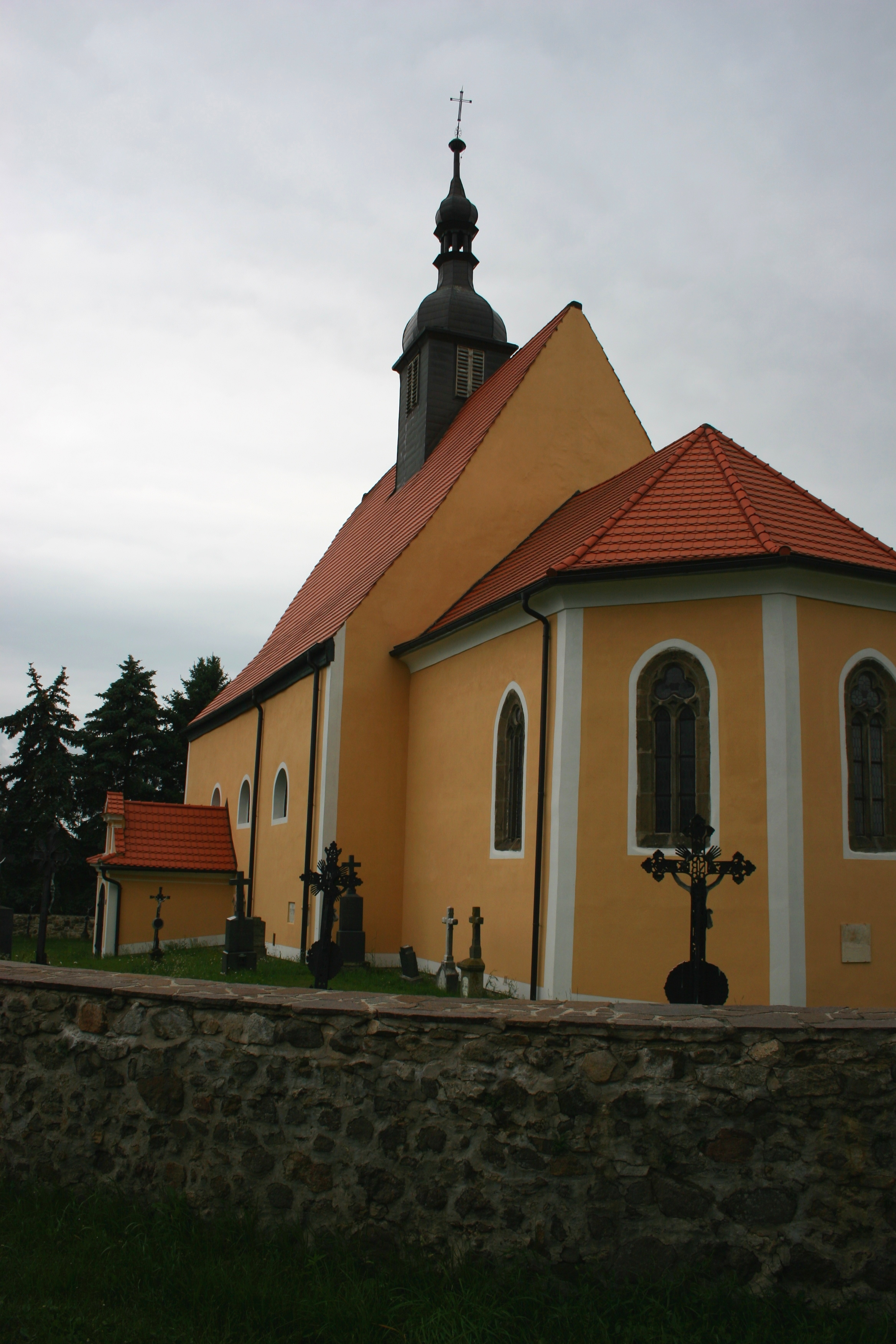
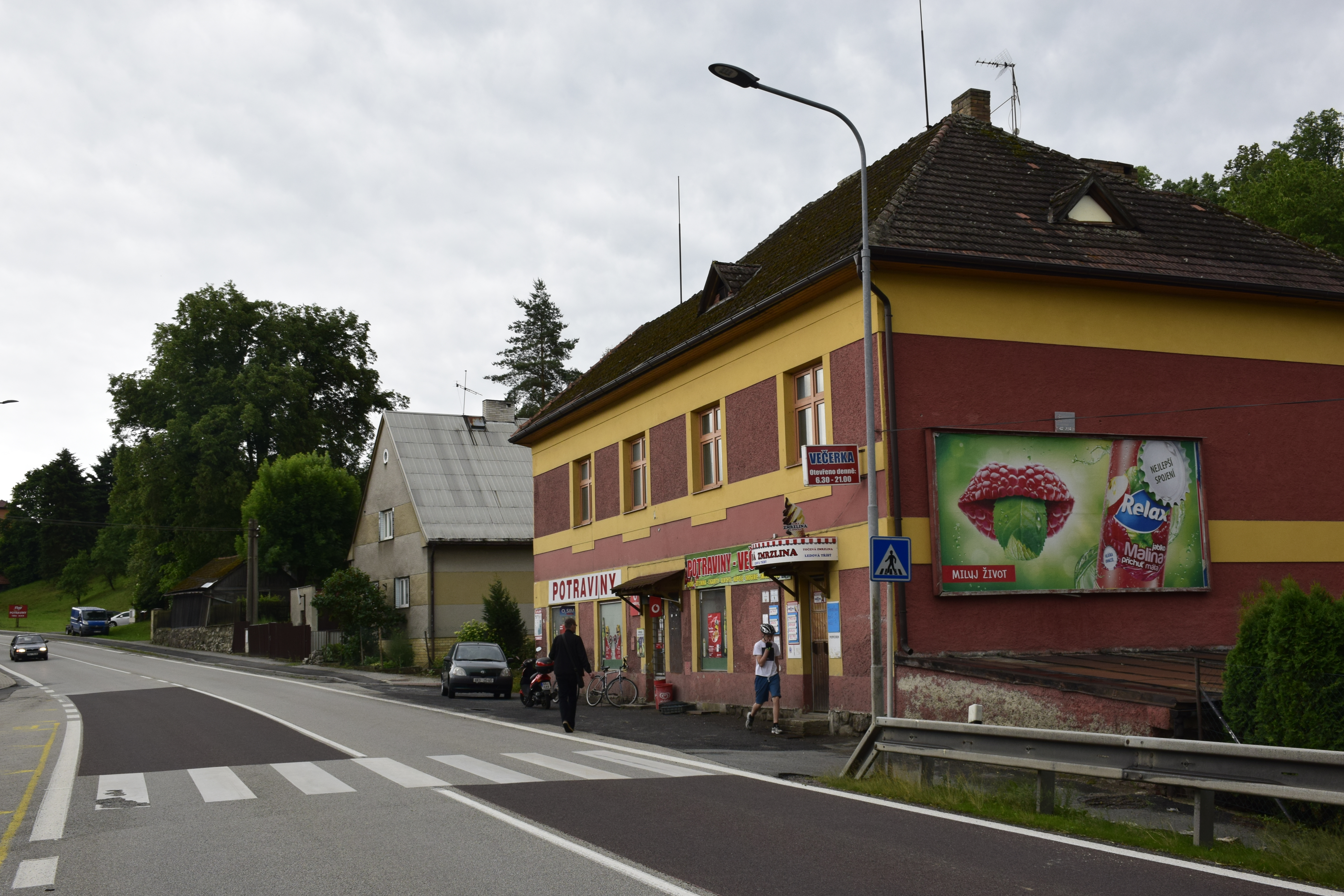